# Ad Bestman
Aren (Ad) Bestman (Dirksland, 2 februari 1944 – Abcoude, 28 augustus 1988) was een Nederlands politicus van D66.

## Biografie
Bij zijn geboorte had hij een ziekte aan zijn rechteroog die ook destijds al goed te behandelen was. Nederland was toen bezet door de Duitsers en zijn vader kreeg geen vrijgeleide om met de baby naar het ziekenhuis in Rotterdam te gaan waardoor zijn oog niet op tijd behandeld kon worden en hij aan dat oog blind werd. Toen hij ongeveer 10 jaar was viel hij tijdens een stoeipartij met zijn linkeroog op de poot van een omgevallen stoel waarop hij ook daar zijn gezichtsvermogen verloor. Kort daarop ging hij naar het internaat van Bartiméus in Zeist dat gespecialiseerd is in onderwijs aan blinde en slechtziende kinderen. In 1963 begon Bestman bij de firma Luctor in Baarn als handelscorrespondent en later als teamleider afdeling meubilair. Daarnaast volgde hij in de avonduren een gymnasiumopleiding waarvoor hij in 1974 slaagde. In dat jaar gaf Bestman zijn baan op om rechten te studeren aan de Rijksuniversiteit Utrecht waar hij in 1979 afstudeerde. Van 1979 tot 1981 was hij medewerker algemene zaken bij de stichting Handicap en Studie. 
Daarnaast was hij ook al langer actief in de politiek. Van 1970 tot 1978 was hij gemeenteraadslid in Baarn en daarna werd hij lid van de Provinciale Staten van Utrecht. In januari 1981 volgde zijn benoeming tot burgemeester van Abcoude waarmee hij de eerste blinde burgemeester van Nederland werd. Begin 1988 werd hij ernstig ziek en later dat jaar overleed hij tijdens zijn burgemeesterschap op 44-jarige leeftijd.